# Équipe des États-Unis de hockey sur gazon
L'équipe des États-Unis de hockey sur gazon est la sélection des meilleurs joueurs américains de hockey sur gazon. 
L'équipe des États-Unis remporte la médaille de bronze lors des Jeux olympiques d'été de 1932 à Los Angeles.

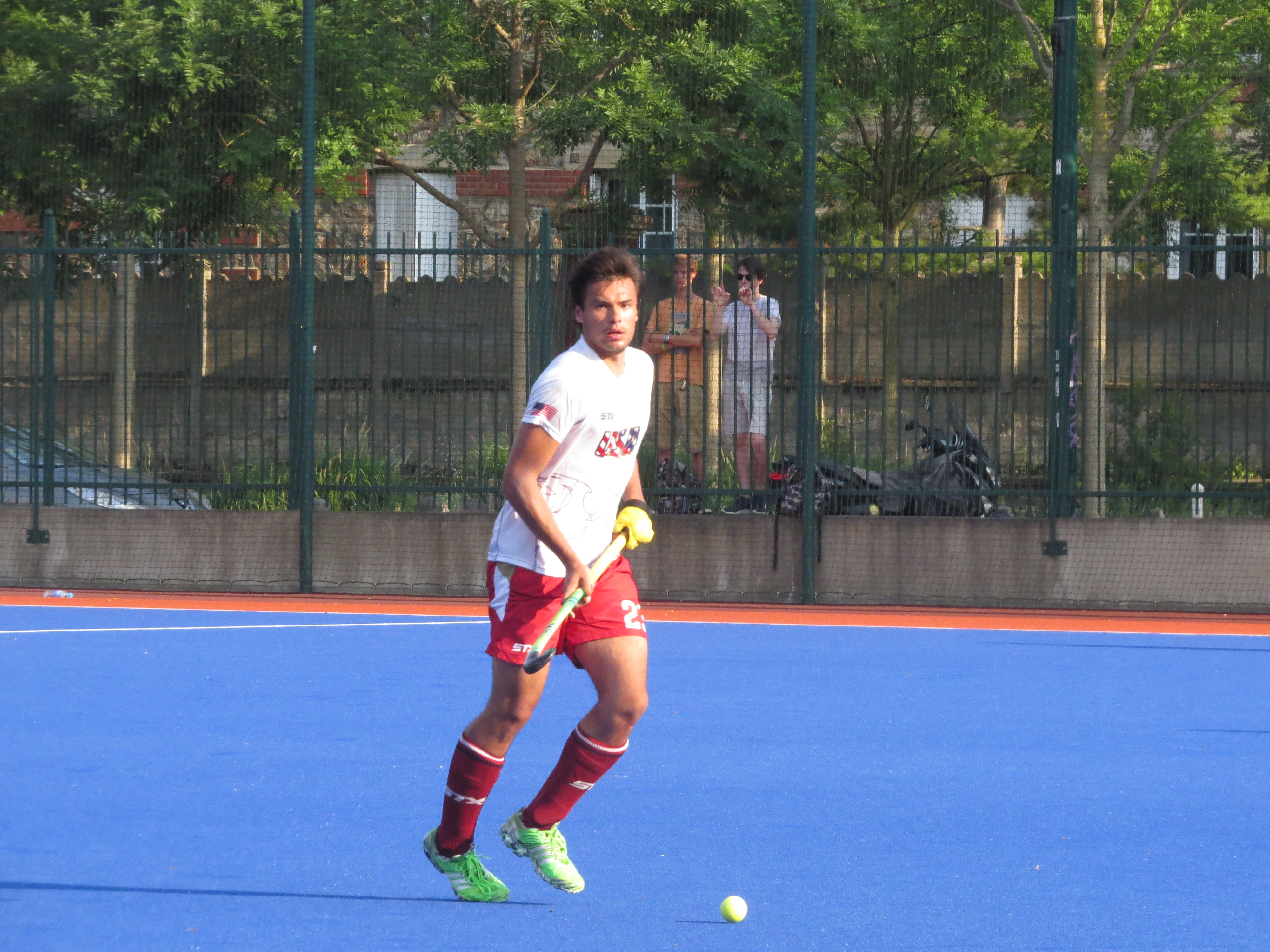
Un joueur de l'équipe américaine en 2017.